# Estación de Achiet
La estación de Achiet es una estación ferroviaria francesa, de la línea férrea París-Lille, situada en la comuna de Achiet-le-Grand, en el departamento de Paso de Calais. Por ella transitan únicamente trenes regionales que unen principalmente Amiens y Rouen con el norte de Francia.

## Situación ferroviaria
La estación se encuentra en el punto kilométrico 173,959 de la línea férrea París-Lille. 

## Historia
Fue inaugurada en la segunda mitad del siglo XIX por parte de la Compañía de ferrocarriles del Norte. En 1937, pasó a ser explotada por la SNCF.

## La estación
La estación se configura como un simple apeadero desde el cierre del edificio para viajeros. Se compone de dos andenes, uno central y otro lateral al que acceden tres vías. Existía una cuarta vía pero fue desmantelada lo que ha permitido ampliar la anchura de uno de los andenes. 

## Servicios ferroviarios

### Regionales
- Línea Amiens - Lille.
- Línea Rouen - Lille.
- Línea Achiet - Lille.